# Vlag van Oedmoertië
De vlag van Oedmoertië is een verticale driekleur in de kleuren (vanaf de hijszijde) zwart, wit en rood; in het midden van de witte baan staat een rood achtpuntig kruis. De vlag werd officieel aangenomen op 4 november 1993.
De elementen in de vlag hebben elk een eigen symboliek: de zwarte baan staat voor de aarde en stabiliteit, de witte baan symboliseert morele zuiverheid en de rode baan staat voor de zon en het leven. Het kruis is een gestileerde weergave van de zon als een wegwijzer die de mens voor fouten heeft behoed.